# Порто-Сан-Джорджо
Порто-Сан-Джорджо (італ. Porto San Giorgio) — муніципалітет в Італії, у регіоні Марке,  провінція Фермо.
Порто-Сан-Джорджо розташоване на відстані близько 180 км на північний схід від Рима, 55 км на південний схід від Анкони, 7 км на схід від Фермо.
Населення — 16 040 осіб (2014).
Щорічний фестиваль відбувається 23 квітня. Покровитель — святий Юрій.

## Демографія
Населення за роками:

Станом на 1 січня 2023 року в муніципалітеті офіційно проживали 894 іноземці з 65 країн, серед них 357 громадян країн Євросоюзу та 62 громадяни України.

## Сусідні муніципалітети
- Фермо